# Lower Marsh
Lower Marsh ist ein Musikalbum von John Butcher in Duos mit Angharad Davies, John Edwards, Mark Sanders und Pat Thomas. Die im Februar und am 5. April 2022 im Veranstaltungsort Iklectik/London entstandenen Aufnahmen erschienen am 12. September 2024 auf dem Label Ni Vu Ni Connu.

## Hintergrund
Die Platte kann laut Liner Notes als eine Art Abschiedsbrief an Iklectik/London, einen der wichtigsten Veranstaltungsorte Londons für improvisierte Musik und Klangkunst betrachtet werden, nachdem dieser Ende 2023 aufgrund der Gentrifizierung unerwartet geschlossen wurde. John Butcher (Tenor- und Sopransaxophon) spielte in Duo-Konstellationen mit Angharad Davies (Geige), John Edwards (Kontrabass), Mark Sanders (Perkussion) und Pat Thomas (Elektronik). Butcher hatte zuvor mit diesen Musikern in unterschiedlichen Kontexten zusammengearbeitet, aber Unlockings dokumentiert eine einzigartige Quartettbesetzung dieser Art. Butcher meinte dazu:
„Ich wollte eine neue Kombination, aber bestehend aus Spielern, mit denen ich im Laufe der Jahre zusammengearbeitet hatte“, sagt Butcher. »Bei der Auswahl geht es wahrscheinlich zu 75 % um den Spieler und zu 25 % um das Instrument – man versucht sich vorzustellen, wie es klanglich funktionieren könnte, aber man schafft auch eine Situation, die jeden überraschen kann, die jeden über seine persönlichen Vorstellungen hinausführt. Ich bin immer noch ein wenig erstaunt, wie einzelne Ansätze zusammenspielen und sich in einer gemeinschaftlichen Improvisation verflechten.«
Drei der Duos auf Lower Marsh wurden am selben Tag wie das parallel erschienene Album Unlockings aufgenommen. Eine Ausnahme sind die beiden Duos mit Edwards, die zwei Monate zuvor ebenfalls im Iklectik eingespielt wurden. Butcher sagte zu diesen Duo-Auftritten:  „Ich möchte die Persönlichkeiten der Spieler hören. Dazu können Elemente gehören, bei denen man sich vom Ego und dem persönlichen Ausdruck zurückzieht. In Duos können sie eine sehr differenzierte Version ihrer selbst sein, ihrem Weg folgen, aber gleichzeitig ihre Absichten kontinuierlich an das anpassen, was sie von ihrem Partner hören.“

## Titelliste
- John Butcher in Duos with Angharad Davies, John Edwards, Mark Sanders and Pat Thomas: Lower Marsh (Ni Vu Ni Connu)[2]

1. Breakthrough Serenade 8:21
2. Loop, Flash, Whoop 05:10
3. Furl / unfurl 5:50
4. This Vivid Strain 9:55
5. Swim in Sunlight 8:17

## Rezeption
Die eigenwilligen Qualitäten von Butcher, Thomas, Edwards, Davies und Sanders würden in Lower Marsh deutlich präsenter zutage treten als in Unlockings, schrieb Eyal Hareuveni in Salt Peanuts. „Breakthrough Serenade“ mit Thomas biete eine unberechenbare Konversation zwischen Thomas’ lauten Samples und Butchers befehlenden erweiterten Atemtechniken und verwandle diese Improvisation in eine außerirdische, kryptische Interaktion. Die beiden Duos mit Edwards – „Loop, flash, whoop“ und „Furl/unfurl“, die einem 25-minütigen Mitschnitt entnommen sind, klängen wie ein eindringliches Gespräch zwischen engen Freunden, die nuancierte Geschichten und Erfahrungen austauschen, und jeweils Butcher und Edwards andere darin, aus einzelnen Klangereignissen klangliche Tiefe zu erzeugen. „This Vivid Strain“ mit Davies wiederum konzentriere sich auf die fast kammermusikalischen, strukturellen Qualitäten ihrer Instrumente. Das letzte Duo „Swim in Sunlight“ mit Butchers langjährigen Partner Mark Sanders sei das verspielteste und ermögliche Butcher, Sanders’ Groove zu genießen.